# Męczeństwo Joanny d’Arc
Męczeństwo Joanny d’Arc (fr. La Passion de Jeanne d’Arc, 1928) – najbardziej znany film Carla Theodora Dreyera. Jedno z najbardziej wstrząsających dzieł okresu kina niemego. Film przedstawiający proces Joanny d’Arc; ją jako „ofiarę” i jej prześladowców, z końcowym finałem spalenia na stosie. Dramat kina niemego.
W roku 1995, w stulecie narodzin kina, obraz znalazł się na watykańskiej liście 45 filmów fabularnych, które propagują szczególne wartości religijne, moralne lub artystyczne.

## Produkcja
Dzięki wcześniejszej produkcji Dreyera pt. Będziesz szanował żonę swoją reżyser stał się twórcą o globalnej rozpoznawalności. Film ten cieszył się szczególnym powodzeniem we Francji. Sukces finansowy oraz branżowy spowodował nawiązanie kontaktu z Dreyerem przez francuskie przedsiębiorstwo Société Générale des Films. Firma specjalizowała się w produkcjach audiowizualnych o artystyczno-monumentalnym charakterze. Celem Société Générale było produkowanie epopei narodowych. Pierwszym filmem zrealizowanym według tej wizji był Napoleon z 1927 roku. Następnym dziełem miał być film Dreyera, zapewniając mu swobodę artystyczną oraz bardzo duży budżet - dziewięciu milionów franków. Reżyser miał wybrać jedną z trzech postaci historycznych jako główny temat filmu, były nimi Maria Antonina Austriaczka, Katarzyna Medycejska oraz Joanna d’Arc. Wybierając dziewicę orleańską jako temat przewodni, kierował się niedawną (1920) kanonizacją.
Dreyer kazał przedstawić wszystkich aktorów bez makijażu. Odejście od charakteryzacji miało na celu wywrzeć artystyczne i psychologiczne wrażenie prawdy.
Nakład finansowy na scenografię i odwzorowanie średniowiecznego Rouen był bardzo duży. Scenograf Hermann Warm i malarz Jean Hugo stworzyli cały średniowieczny zamek i most zwodzony. Dreyer jednak zdecydował się wykorzystać niewielką część scenografii, ograniczano się do: kaplicy zamkowej, celi więziennej, katowni wieży zamkowej, cmentarza oraz placu na Starym Mieście w Rouen. Oko kamery głównie skupiało się na zbliżeniach wobec głównej bohaterki i przedstawicieli kleru, ukazując ich na tle bieli w nieomal abstrakcyjnej przestrzeni.

## Obsada
- Renée Falconetti − Joanna d’Arc
- Eugene Silvain − Biskup Pierre Cauchon
- André Berley − Jean d'Estivet
- Maurice Schutz − Nicolas Loyseleur
- Antonin Artaud − Jean Massieu
- Michel Simon − Jean Lemaître
- Jean d'Yd − Guillaume Evrard
- Louis Ravet − Jean Beaupère
- Armand Lurville − Sędzia
- Jacques Arnna − Sędzia
- Alexandre Mihalesco − Sędzia
- Léon Larive − Sędzia

## Głosy krytyków
Po kilkumiesięcznych poszukiwaniach rolę Joanny reżyser powierzył 34-letniej R. Falconetti, aktorce Comédie-Française (...). Z jej natchnioną grą idealnie harmonizującą ascetyczne dekoracje i kostiumy, a także precyzyjna kompozycja zdjęć R. Maté, które współtworzą poetykę metafizycznego realizmu, ekranowego odkrycia Dreyera. To filmowe arcydzieło uchodzi za apogeum artystycznych możliwości epoki niemego kina.

W plebiscycie krytyków filmowych, zorganizowanym w 2012 r. przez czasopismo Brytyjskiego Instytutu Filmowego „Sight & Sound”, Męczeństwo Joanny d’Arc na 250 ocenianych filmów zajęło 9 miejsce.